# Peperomia umbricola
Peperomia umbricola är en pepparväxtart som beskrevs av C. Dc.. Peperomia umbricola ingår i släktet peperomior, och familjen pepparväxter. Inga underarter finns listade i Catalogue of Life.